# Allt detta goda, som mig fägnar
 Allt detta goda, som mig fägnar är en psalm av Samuel Ödmann i sex verser. Den är ett originalverk av Ödmann, 
som senare uteslöts ur 1937 års psalmbok.
Psalmen inleds 1819 med orden:
Allt det goda, som mig fägnar,
Allt, o Fader, du mig ger.
Dig mitt rörda bröst tillägnar
Äran för all nåd mig sker.
Psalmen hade ursprungligen en egen melodi, men denna ersattes, enligt Kungliga Musikakademins Minimi-tabell 1844, med nr 77 Jesu, djupa såren dina.
|  |
|  |

## Publicerad i
- 1819 års psalmbok som nr 15 under rubriken "Guds väsende och egenskaper,